# Serie A1 2005 (baseball)
La Serie A1 2005 del Campionato italiano di baseball è stata disputata da dieci squadre ed ha avuto una stagione regolare di 54 partite con 3 incontri settimanali, un'andata e un ritorno. Le prime 4 squadre della classifica dopo la stagione regolare si sono affrontate in due semifinale al meglio delle sette partite. Le due vincitrici si sono affrontate nella finali scudetto sempre al meglio delle sette partite, designando così la squadra campione d'Italia. Le ultime tre classificate nella stagione regolare sono retrocesse in Serie A2.

## Classifiche finali[1]

### Stagione regolare
| Classifica                 | PG | PV | PP | PCT  |
| -------------------------- | -- | -- | -- | ---- |
| Italeri Bologna            | 54 | 35 | 19 | .648 |
| T&A San Marino             | 54 | 35 | 19 | .648 |
| Caffè Danesi Nettuno       | 54 | 34 | 20 | .630 |
| Telemarket Rimini          | 54 | 33 | 21 | .611 |
| Ceci & Negri Parma         | 54 | 33 | 21 | .611 |
| Prink Grosseto             | 54 | 30 | 24 | .556 |
| Fiume Costruzioni Modena   | 54 | 24 | 30 | .444 |
| Palfinger Reggio Emilia    | 54 | 19 | 35 | .352 |
| Alpina Tergeste Trieste    | 54 | 16 | 38 | .296 |
| Paternò Città dei Normanni | 54 | 11 | 43 | .204 |

### Semifinali
| Classifica        | PG | PV | PP |
| ----------------- | -- | -- | -- |
| Italeri Bologna   | 5  | 4  | 1  |
| Telemarket Rimini | 5  | 1  | 4  |

| Classifica           | PG | PV | PP |
| -------------------- | -- | -- | -- |
| T&A San Marino       | 6  | 4  | 2  |
| Caffè Danesi Nettuno | 6  | 2  | 4  |

### Finali scudetto
| Classifica      | PG | PV | PP |
| --------------- | -- | -- | -- |
| Italeri Bologna | 7  | 4  | 3  |
| T&A San Marino  | 7  | 3  | 4  |